# Le Monde diplomatique
„Le Monde diplomatique” (popularnie zwany „Le Diplo” przez swoich francuskich czytelników) – miesięcznik wydawany od 1954 jako dodatek do dziennika „Le Monde”. Jako niezależne pismo ukazuje się od 1978 r., a od lat osiemdziesiątych jest pismem o zasięgu międzynarodowym. Obecnie miesięcznik ukazuje się w 30 krajach, na czterech kontynentach.

## Edycja francuska
Na łamach Le Monde diplomatique publikowane są obszerne, dobrze udokumentowane analizy, reportaże, eseje, wywiady i recenzje dotyczące szeroko rozumianej problematyki społeczno-kulturalnej, problemów międzynarodowych oraz stosunków międzykulturowych. Wśród autorów znajdują się wybitni intelektualiści i pisarze, a także uznani specjaliści w dziedzinie politologii, socjologii, ekonomii, filozofii, studiów kulturowych i innych nauk społecznych. Artykuły w nim drukowane są uznane za opiniotwórcze. W szczególności, miesięcznik ten podchodzi krytycznie do wpływów ekonomicznego neoliberalizmu na świat i jego populację i propaguje „ekosocjalizm” oparty na nowym odczytaniu myśli Karola Marksa.
Jego linia edytorska jest uważana za zdecydowanie alterglobalistyczną i lewicową. Przez pięćdziesiąt lat zimnej wojny Le Monde diplomatique obierał neutralistyczny punkt widzenia, często krytyczny wobec polityki zagranicznej Stanów Zjednoczonych.
Nakład podstawowej edycji francuskiej wynosi ok. 350 tys. egzemplarzy; siedemnaście edycji w innych wersjach językowych trafia do ok. 2,2 mln czytelników na całym świecie. Czytelnicy Le Monde diplomatique posiadają 49% udziałów tego wydawnictwa poprzez L'association des Amis du Monde diplomatique; pozostałe 51% należy do francuskiego dziennika Le Monde. Gazeta ta utrzymuje swoją niezależność poprzez ograniczanie wpływu reklam i za pomocą kapitału posiadanego przez czytelników – minorité de blocage (kapitał kontrolny).
Edytorial napisany w 1997 przez ówczesnego redaktora naczelnego Le Monde diplomatique Ignacio Ramoneta, doprowadził do powołania organizacji pozarządowej ATTAC, która początkowo powstała w celu poparcia Podatku Tobina. Dziś wspiera wiele innych przedsięwzięć lewicowych.

## Edycja polska
Le Monde diplomatique w Polsce ukazuje się od 2 marca 2006 w nakładzie 10000 egzemplarzy, od początku 2019 r. jako dwumiesięcznik. Jego wydawcą jest Fundacja Instytut Wydawniczy „Książka i Prasa”. Redaktorem naczelnym został Przemysław Wielgosz, zastępcą Zbigniew Marcin Kowalewski. Obecnie w skład redakcji wchodzą: Tomasz Bohajedyn, Ewa Jasiewicz, Michał Kozłowski, Kamil Majchrzak, Magda Qandil, Dariusz Zalega, Maria Żalińska. Dyrektorem edycji polskiej jest Stefan Zgliczyński.
Edycja polska publikowała teksty takich autorów jak: Ryszard Kapuściński, Naomi Klein, Zygmunt Bauman, Elfriede Jelinek, Milan Kundera, Carlos Fuentes, Jacques Derrida, Noam Chomsky, Antonio Negri, Eric Hobsbawm, Susan George, Loïc Wacquant, Immanuel Wallerstein czy Slavoj Žižek. Pismo jest w około 2/3 objętości tłumaczeniem wersji francuskiej, natomiast pozostałą zawartość stanowią oryginalne polskie teksty oraz przedruki z innych periodyków (np. Monthly Review czy New Left Review).